# Aconzarba semitorrida
Aconzarba semitorrida is een vlinder van de familie van de uilen (Noctuidae). De wetenschappelijke naam van deze soort is voor het eerst voorgesteld als Ozarba semitorrida door George Francis Hampson in een publicatie uit 1916.
De soort komt voor in Soedan, Ethiopië, Somalië, Oeganda, Tanzania, Saudi-Arabië, Oman en Jemen.